# Oeuvre van Ernst Toch
Hieronder volgt een lijst van composities van Ernst Toch op opusnummer.

## Opuslijst
- opus 1: onbekend
- opus 2: idem
- opus 3: idem
- opus 4: idem
- opus 5: idem
- opus 6: idem
- opus 7: idem
- opus 8: idem
- opus 9: 1903: Melodische schetsen,(uitgegeven ca. 1903-1905)
- opus 10: ca. 1903: Drie preludes (uitgegeven onbekend)
- opus 11: 1904: Scherzo in b-mineur, originele pianoversie (uitgegeven ca. 1905)
- opus 11: 1904: Scherzo in b-mineur, orkestversie (uitgegeven ca. 1905)
- opus 12: 1904-1905: Strijkkwartet in a-mineur (niet uitgegeven)
- opus 13: 1905: Stammbuchverse  (uitgegeven 1905)
- opus 14: 1909: Herinneringeren (Reminiszenzen) (uitgegeven 1909)
- opus 15: 1908: Strijkkwartet in G-majeur (niet uitgegeven)
- opus 16: 1909: Vom sterbenden Rokoko, voor viool & piano, (uitgegeven 1910)
- opus 17: 1909: Duo's voor twee violen (uitgegeven ca. 1910)
- opus 18: 1911: Strijkkwartet in Des-majeur (uitgegeven 1911)
- opus 19: 1910: Der Kinder Neujahrstraum  (toneelspel) voor solo sopraan, alt, tenor & bariton, koor & orkest (1910)
- opus 20: 1911: Serenade voor drie violen (uitgegeven 1912)
- opus 21: 1912: Sonata voor viool en piano (niet uitgegeven)
- opus 22: onbekend
- opus 23: 1913: An mein Vaterlen voor groot orkest, orgel, solosopraan, gemengd en jongenskoor (niet uitgegeven)
- opus 24: onbekend
- opus 25: 1916: Serenade (Spitzweg) voor twee violen en altviool (uitgegeven 1921)
- opus 26: 1919: Strijkkwartet in C-majeur (uitgegeven 1920)
- opsu 27: 1920: Phantastische Nachtmusik voor orkest (uitgegeven ca. 1921)
- opus 28: 1920: Strijkkwartet op de naam Bass (uitgegeven ca. 1923)
- opus 29: 1922: De Chinese Fluit, voor sopraan, 2 dwarsfluiten, klarinet, basklarinet, percussie, celesta & strijkers. (Duits- en Engelstalige versie)  (uitgegeven 1923)
- opus 30: 1923: Danssuite voor dwarsfluit, klarinet, viool, altviool, contrabas & percussie, (1923)(eventueel aangevuld met strijkers)  (uitgegeven 1924)
- opus 31: 1924: Burlesken voor piano (1923) (uitgegeven 1924)
  - Gemächlich
  - Lebhaft
  - Der Jongleur: Muito vivo (sehr lebhaft)
- opus 32: 1924: Drie stukken voor piano (uitgegeven 1925)
- opus 33: 1924: Vijf stukken voor kamerorkest (uitgegeven 1924)
- opus 34: 1924: Strijkkwartet (uitgegeven 1924)
- opus 35: 1924: Concert voor cello en kamerorkest (uitgegeven 1925)
- opus 36: 1925: Capriccetti (uitgegeven 1925)
- opus 37: 1925: Twee divertimento's voor strijkduo, Op. 37 (nr. 1: viool & cello / nr. 2: viool & altviool)(uitgegeven 1926)
- opus 38: 1926: Pianoconcert nr. 1 (uitgegeven 1926)
- opus 39: 1926: Divertimento voor blaasorkest (uitgegeven 1926; (Donaueschingen première)
- opus 40: ca. 1926: Tanz-und-Spielstücke (uitgegeven 1927)
- opus 41: 1926: Negen liederen voor sopraan en piano Duits- en Engelstalige versies (uitgegeven 1928)
- opus 42: 1927: Komedie voor orkest in één deel)(uitgegeven 1927)
- opus 43: 1927: De prinses op de erwt; sprookje in één akte naar Hans Christian Andersen door Benno Elkan; Duits- en Engelstalige versies) (uitgegeven 1927)
- opus 43a: 1927: Voorspel tot een sprookje voor orkest uit de Prinses op de erwt (uitgegeven 1927)
- opus 44: 1928: Sonata voor viool en piano nr. 2 (uitgegeven 1928)
  - Trotzig, anstürmend
  - Intermezzo, Tänzerich- graziös (allegretto)
  - Allegro giusto
- opus 45: 1928: Fanal (Beacon), voor orgel en orkest (uitgegeven 1928)
- opus 46: ca. 1928: Edgar en Emily; kameropera in één akte; Geen Familiedrama; tekst door Christian Morgenstern; Duits- en Engelstalige versies  (uitgegeven 1938);
- opus 47: 1928: Sonata voor piano (uitgegeven 1928)
- opus 48: 1928: Bunte Suite, voor orkest (uitgegeven 1929)
- opus 49: 1929: Kleinstadtbilder, 14 gemiddeld eenvoudige pianostukken (uitgegeven 1929)
- opus 50: 1929: Sonata voor cello en piano (uitgegeven 1929)
- opus 51: 1929-1930: De fan; opera in drie akten; tekst door Ferdinen Lion
- opus 51a: Kleine ouverture tot De fan, voor orkest (uitgegeven 1929)
- opus 52: onbekend
- opus 53: 1930: Het Water, Cantate naar een tekst van A. Döblin voor tenor, bariton, spreker, koor, dwarsfluit, trompet, percussie & strijkers  (uitgegeven 1930)
- opus 54: 1930: Kleine theatersuite, voor orkest (uitgegeven 1931)
- opus 55: 1930: Tien concertetudes voor piano
- opus 56: 1930: Tien voordrachtetudes voor piano
- opus 57: 1930: Vijfmaal tien etudes voor piano
- opus 58: 1930: Tien eenvoudige etudes voor piano
- opus 59: 1930: Tien beginetudes voor piano
- opus 60: 1931: Muziek voor orkest en bariton (uitgegeven 1932)
- opus 61: 1933: Pianoconcert nr. 2 (uitgegeven 1933)
- opus 62: 1934: Big Ben: Variation-Fantasy on the Westminster Chimes, voor orkest,(uitgegeven 1935)
- opus 63: 1936: Strijktrio voor viool, altviool & cello (uitgegeven 1955)
- opus 64: 1938: Kwintet voor piano, twee violen, altviool en cello (uitgegeven 1947)
  - The lyrical part: allegro non troppo
  - The whimsical part
  - The contemplative part: adagio
  - The dramatic part
- opus 65: 1938: Cantata of the Bitter Herbs, voor solo sopraan, alt, tenor & bariton, spreker, koor & orkest (jaar uitgave onbekend)
- opus 66: onbekend
- opus 67: 1945: The Inner Circle, zes a-capella-liederen voor gemengd koor (gereviseerd en uitgegeven in 1953):
  - Cui bono (Thomas Carlyle)
  - The lamb (William Blake)
  - Extinguish my eyes (Rainer Maria Rilke)
  - O World, thou chosest not (George Santayana)
  - Have you not heard his silent step (Rabindranath Tagore)
  - Goodbye, proud world (Ralph Waldo Emerson)
- opus 68: 1946: Profiles (uitgegeven 1948)
- opus 69: 1946: Ideas (uitgegeven 1947)
- opus 70: 1946: Strijkkwartet (uitgegeven 1949)
- opus 71: 1947: Hyperion: Een dramatische prelude voor orkest (uitgegeven 1950)
- opus 72: 1950: Symfonie nr. 1 (uitgegeven 1951)
- opus 73: 1951: Symfonie nr. 2(uitgegeven 1953)
- opus 74: 1953-1954: Strijkkwartet(uitgegeven 1961)
- opus 75: 1955: Symfonie nr. 3 (uitgegeven 1957)
- opus 76: 1956: Peter Pan, voor orkest (uitgegeven 1956)
- opus 77: 1953: Notturno, voor orkest (uitgegeven 1957)
- opus 78a: 1956: Diversies (uitgegeven 1958)
- opus 78b: 1956: Sonatinetta (uitgegeven 1958)
- opus 79: 1949: Strijkkwartet (1949)
- opus 80: 1957: Symfonie Nr. 4, voor orkest en spreker (uitgegeven 1960)
- opus 81: 1957: Phantoms, voor mannelijke en vrouwelijke sprekers, sprekend vrouwenkoor, dwarsfluit, klarinet, vibrafoon, xylofoon, pauken & percussie (uitgave onbekend)
- opus 82: onbekend
- opus 83:1959: Vijf stukken voor blaasinstrumenten en percussie (voor dwarsfluit, hobo, klarinet, fagot, 2 hoorns & percussie)(uitgegeven 1961)
- opus 84: 1959: Sonatinetta, voor dwarsfluit, klarinet & fagot (uitgegeven 1961)
- opus 85: 1961: Drie korte dansen (uitgegeven 1962)
- opus 86: 1962: Reflections (uitgegeven 1962)
- opus 87: 1962: Sonata voor piano vierhandig (uitgegeven 1963)
- opus 88: 1962: Scheherazade: The Last Tale; opera in één akte; tekst door Melchior Lengyel, (uitgegeven 1965)
- opus 89: 1963: Symfonie nr. 5 Jephtha, rapsodisch gedicht(uitgegeven 1965)
- opus 90: 1963: Drie Impromptus voor onbegeleide strijkinstrumenten, (uitgegeven 1965):
  - opus 90a voor viool
  - opus 90b voor altviool
  - opus 90c voor cello 
    - Delen (1): Andante cantabile; (2): Allegretto grazioso; (3); Adagio con expressione
- opus 91: onbekend
- opus 92: onbekend
- opus 93: 1963:  Symfonie nr. 6 (uitgegeven 1966)
- opus 94: 1963: The Enamoured Harlequin, voor orkest (niet uitgegeven)
- opus 95: 1964: Symfonie nr. 7 (uitgegeven 1968)
- opus 96: 1964: Sinfonietta voor strijkorkest (uitgegeven 1965)
- opus 97: 1964: Sinfonietta voor blaasinstrumenten en percussie (voor 2 dwarsfluiten, 2 hobo’s, 2 klarinetten, 2 fagotten, 2 hoorns, 2 trompetten & percussie (uitgegeven 1967)
- opus 98: 1964: Kwartet voor hobo, klarinet, fagot en altviool (uitgegeven 1967)

## Zonder opusnummer

### Werken voor orkest
- Pinocchio: A Merry Overture voor Orkest (1935) (uitgegeven 1937)
- ‘The Idle Stroller’ Suite, voor orkest (1938) (niet uitgegeven)
- The Covenant (Zesde deel van de “ Genesis Suite), voor orkest en spreker (ca. 1945)
- Circus: An Overture, voor orkest (1953) (uitgegeven 1954)
- Intermezzo voor orkest (1959) (uitgegeven 1962)
- Epilogue voor orkest (herorkestratie van het eerste deel van Idle Stroller) (1959) (uitgegeven 1964)
- Short Story voor orkest (1961) (niet uitgegeven)
- Variaties op het Swabische volslied Muss i denn zum Städle hinaus, voor orkest (1964) (niet uitgegeven)

### Kamermuziek
- Kamersymfonie in F-majeur, voor dwarsfluit, hobo, klarinet, fagot, hoorn, 2 violen, cello & contrabas (1906) (niet uitgegeven)
- Romanze, voor viool & piano (ca. 1910) (uitgegeven 1911)
- Dedication, voor strijkkwartet of strijkorkest (1948) (uitgegeven 1957)
- Adagio Elegiaco, voor klarinet & piano (1950) (uitgegeven 1987)

### Composities voor blazers
- Miniatur Ouvertüre voor 2 dwarsfluiten, hobo, klarinet, basklarinet, 2 trompetten, trombone & percussie (1932) (uitgegeven 1932)

### Composities voor pianosolo
- Canon (Aus Dem ‘Tagebuch’) (1914) (uitgegeven 1915)
- (Canon zonder titel) (1959) (niet uitgegeven)

### Composities voor andere soloinstrumenten
- Drie Original Pieces voor the Electric Welte-Mignon Piano (1926) (niet uitgegeven)
- Studie, voor mechanisch orgel (1927) (niet uitgegeven)
- Twee Etudes voor cello solo (1930) (uitgegeven 1931)

### Koorcomposities
- Gesprochene Musik , (1930). Alleen nr. 1 van 3 uitgegeven:
  - Geographical Fugue, voor spreekkoor (1930) (uitgegeven 1950) Alleen nr. 1 van 3 uitgegeven rom Gesprochene Musik
- Der Tierkreis, voor vrouwenkoor (1930) (nrs. 1 & 2 uitgegeven 1930; nr. 3 niet uitgegeven)
- Song of Myself, voor gemengd koor (1961) (uitgegeven 1961)
- Valse, voor spreekkoor & eventueel percussie (1961) (uitgegeven 1962)

### Andere zangcomposities
- Ich wollt, ich wär ein fisch, voor hoge stem & piano (1920) (niet uitgegeven)
- Chansons sans paroles, voor stem en piano (1940) (niet uitgegeven)
- Poems to Martha, voor middemstem & strijkkwartet (1942) (uitgegeven 1943)
- There Is a Season voor Everything, voor mezzosopraan dwarsfluit, klarinet, viool & cello (ca. 1953) (uitgegeven 1953)
- Vanity of Vanities, voor sopraan, tenor, dwarsfluit, klarinet, viool, altviool & cello (1954) (uitgegeven?)
- Lange schon haben meine Freunde versucht, voor sopraan & bariton (1958) (niet uitgegeven)

### Gelegenheidsmuziek
Geen van onderstaande werken is uitgegeven, behalve waar aangegeven 
- Anabasis (radiospel), voor dwarsfluit, klarinet, 2 trompetten, trombone, tuba, percussie & koor (1931)
- Im fernen Osten (radiospel), voor dwarsfluit, 2 trompetten in C, mandoline, gitaar, 2 violen, altviool, cello, percussie, koor & mannelijke zangstem (1931)
- Die Heilige von U.S.A. (toneelspel), voor blaasensemble, percussie, piano, harmonium, alt solo & koor (1931)
- König Ödipus (radiospel), voor 2 klarinetten, 2 trompetten, 2 trombones, percussie & strings (1931)
- Medea (radiospel), voor blaasensemble, percussie & spreekkoor (1931)
- Die Räuber (radiospel), voor 2 trompetten in C, bastrompet of trombone & percussie (1931)
- Die Rollen des Schauspielers Seami (radiospel), voor dwarsfluit, klarinet, viool, banjo, gitaar & percussie (1931)
- Turandot (radiospel), voor dwarsfluit, klarinet, trompet in C, cello, piano & percussie (1931)
- Uli Wittewüpp (toneelspel), voor klarinet, trompet, percussie, piano & strijkers (1931)
- Napoleon, oder die 100 Tage (radiospel) (1931 of 1932)
- Das Kirschblütenfest (toneelspel), voor timpani, percussie, harmonium & strijkers (1927) (uitgegeven 1927)
- The Gates of Carven Jade or The Garden of Jade (radiospel), voor dwarsfluit, klarinet, banjo, gitaar, viool & sopraan solo (ca. 1934)
- Willem Tell (toneelspel), voor dwarsfluit, 2 klarinetten, fagot, trompet, hoorn, 2 trombones, percussie & koor (1939)

### Filmmuziek
- Catherine the Great (1933)
- The Private Life of Don Juan (1934)
- Little Friend (1934)
- Peter Ibbetson (1935)
- Outcast (1936)
- On Such a Night (1937)
- The Rebel Son (1938)
- The Cat enthe Canary (1939)
- The Ghost Breakers (1940)
- Dr. Cyclops (1940)
- Ladies in Retirement (1941)
- First Comes Courage (1943)
- None Shall Escape (1943)
- Address Unknown (1944)
- The Unseen (1945)